# Eva Unander
Eva Unander, född 12 mars 1774 i Arboga, död 1836, var en svensk bibliotekarie. Hon var den första kvinna i Sverige som grundade och drev ett lånebibliotek.
Hon var dotter till semskinnsmakaren Johan Hjelmér i Arboga och gifte sig 1801 med bokbindaren Abraham Fredric Unander i Stockholm. Sedan hon 1816 blivit en skuldsatt änka öppnade hon ett lånebibliotek på Södermalmstorg. Hon var den andra kvinnan i Sverige som drev ett bibliotek – den första, Cecilia Cleve, hade dock ärvt sitt. Unander utgav tio kataloger mellan 1818 och 1826. Hon överlät 1833 sin verksamhet på Catharina Kihlberg.